# Izaskun Urkijo Alijo
Izaskun Urkijo Alijo (Vitoria) es una arquitecta y directora de arte cinematográfica española.

## Biografía
Nació en Vitoria, la segunda de cuatro hermanas y hermanos. El apellido de su padre es originario de Orozco y el de su madre de Galicia, descendiente de un bisabuelo filipino, que migró a trabajar en las minas de Galicia.
Hizo sus estudios primarios en la ikastola Toki Eder de Vitoria, en el modelo D de educación.y estudió solfeo, teoría de la música y canto en el Conservatorio Jesús Guridi de Vitoria. Estudió arquitectura y posteriormente hizo la diplomatura de Urbanismo. Además hizo el Master Oficial en Gestión y Rehabilitación Integral de Patrimonio Construido (EHU/UPV) y el Master Oficial en Eficiencia Energética y Sostenibilidad en Edificación y Urbanismo (EHU/UPV). También ha abordado el tema de bioconstrucción.

### Trayectoria profesional
En su faceta de arquitecta, se dedicó a investigar la relación de la arquitectura con la naturaleza y publicó un artículo titulado Mina egiten du en la revista Aldiri: arkitektura eta abar, en el monográfico titulado Kosta ahala kosta, en 2010.
Asimismo, presentó en 2019 junto con la artista Iranzu Lekue, el proyecto Bidearen Aztarnak, cuyo objetivo era rescatar las costumbres y espacios por los que pasaba la vía del antiguo tren "Vasco-Navarro".
Ejerció como arquitecta hasta que aceptó el encargo del director de cine Paul Urkijo, su hermano, para trabajar como directora de arte en el largometraje Errementari.

### Trayectoria cinematográfica
- Participó en septiembre de 2023 en el coloquio del Festival de Cine Bueu, previo a la proyección de la película 20.000 especies de abejas,seleccionada en aquellas fechas como una de las tres películas precandidatas para representar a España en los Oscar.[5][6][7][8]

## Filmografía
Sus trabajos en el cine son los siguientes:

### Como directora artística

#### Cortometrajes, documentales y televisión
- Jugando con la muerte, de Paul Urkijo (2011)[6]
- El bosque negro, de Paul Urkijo (2014)[6]
- Goazen, programa de EITB, temporada 5, 13 episodios (2018-2019)
- God Doesn't Forgive Me (documental) (2018)[6]
- Jainkoak ez dit barkatzen (documental (2018)[9][7]
- Ama (Mother), de Josu Martínez (2018)[9]
- Jugando con la muerte (2018)[10][11]
- Dar-Dar (2020)[6][12]
- Polvo somos (2020)[6][13]
- El carné (2021)[7][9]
- Hitzak (2022)[14]
- Hado (2023)[15]

#### Largometrajes
- Errementari, de Paul Urkijo (2017)[9][16]
- Nora, de Lara Izaguirre, candidata a los premios Goya 2022 en dirección artística, entre otras(2019)[3][7]
- Ane, de David Pérez Sañudo (3 goyas) (2020)[17][7][5]
- 20.000 especies de abejas, de Estibaliz Urrexola, presentada en Berlín (2023)[7]
- Sobre todo de noche, de Víctor Iriarte, estrenada en Venecia[7](2023), coproduccida por la empresa alavesa CSC Films[18][19][20]

### Otros trabajos (también en el ámbito de la cinematografía) son
- SKYLIN3S, diseñadora conceptual (2019)[5]
- Irati, de Paul Urkijo, ambientadora  (2022)[6][9][8][21]

## Premios y reconocimientos
- Mención Especial a la Dirección de Arte en el 16.º Festival Buenos Aires Rojo Sangre (BARS)[22]
- Participación en el Encuentro Profesional de Arte y Escenografía, celebrado en Donostia, en el Centro Internacional de Cultura Contemporánea Tabakalera, en 2021[23]
- En 2022 se afilió a la Academia Española de Cine.[1]
- Participación en Orainaldian, Laissez Faire, documental que reúne 12 entrevistas con jóvenes creadores culturales vascos (2018)[24]
- Jurado en 2023 en la VII edición de los Premios Benito Ansola[17]

- Nominación en la categoría de dirección artística de los Premios Goya 2024 por su trabajo en 20.000 especies de abejas, de Estibaliz Urresola Solaguren.[18][19][20][25]

- Nominación en los Premios Gaudí de 2024, de la Academia del Cine Catalán por su trabajo en 20.000 especies de abejas, de Estibaliz Urresola Solaguren.[19][26]